# Filip Friedman
Filip Friedman (ur. 27 kwietnia 1901 we Lwowie, zm. 7 lutego 1960 w Nowym Jorku) – polski i amerykański historyk żydowskiego pochodzenia, odpowiedzialny za opracowanie prawdopodobnie pierwszego programu badań nad Zagładą Żydów.

## Życiorys
Urodził się we Lwowie w zasymilowanej rodzinie żydowskiej. Po ukończeniu Gimnazjum we Lwowie, studiował na Uniwersytecie Jana Kazimierza i następnie Uniwersytecie Wiedeńskim. Pobierał także nauki w Kolegium Kształcenia Nauczycieli Języka Hebrajskiego, gdzie jego nauczycielem był Salo Wittmayer Baron.
Pracował jako pedagog w Wołkowysku, a następnie w Koninie. W 1925 roku przeprowadził się do Łodzi, gdzie podjął pracę jako nauczyciel w II Gimnazjum Męskim Towarzystwa Żydowskich Szkół Średnich. Wraz z uczniami redagował pismo młodzieżowe „Nasze Życie”, pracę w szkole łączył z prowadzeniem wykładów w Instytucie Nauk Judaistycznych w Warszawie oraz na kursach YIVO w Wilnie. Napisał kilka prac z zakresu historii i ekonomii. Był jednym z pionierów badań nad dziejami Łodzi. W 1935 roku uzyskał stopień doktora. Pracował nad trzytomowym opracowaniem dotyczącym historii Żydów w Polsce, jego rękopis zaginął jednak podczas II wojny światowej.
Po wybuchu II wojny światowej uciekł do Lwowa, gdzie został pracownikiem Akademii Nauk USRR. Po wkroczeniu wojsk niemieckich do miasta ukrywał się po stronie aryjskiej, gdzie doczekał końca wojny, zamordowane zostały jednak jego żona Marina i córka Elinka. W listopadzie 1944 roku wyjechał do Lublina, gdzie został jednym z założycieli Centralnej Żydowskiej Komisji Historycznej. W styczniu 1945 roku wyjechał do Łodzi, gdzie miał przygotować fundamenty pod działalność CŻKH. W 1945 roku wydał studium opisujące zagładę Żydów ze Lwowa i działalność obozu janowskiego. Napisał także w jidysz studium opisujące działalność obozu Auschwitz-Birkenau. W 1946 roku napisał obszerną monografię dotyczącą zagłady Żydów na ziemiach polskich. Od listopada 1945 roku prowadził zajęcia z historii Żydów na Uniwersytecie Łódzkim.
W 1946 roku zrezygnował z kierowania CŻKH, co prawdopodobnie spowodowane było konfliktami wewnątrz organizacji oraz wywieraniem na niej presji ideologicznej przez ówczesne władze. Następnie opuścił Polskę i udał się do amerykańskiej strefy okupacyjnej w Niemczech, gdzie objął kierownictwo wydziału oświaty American Jewish Joint Distribution Committee. W latach 1946–1948 publikował opracowania dotyczące eksperymentów medycznych i pseudomedycznych w niemieckich obozach koncentracyjnych, wydał także rozszerzone wersje swoich wcześniejszych publikacji. W 1946 był świadkiem na procesie norymberskim.
W lutym 1948 roku otrzymał oficjalne zaproszenie do pracy na Uniwersytecie Columbia w charakterze asystenta Salo Barona. Zgodę na wyjazd do Stanów Zjednoczonych uzyskał jesienią tego samego roku z pomocą m.in. Ja’akowa Robinsona. Zamieszkał w Nowym Jorku, oprócz pracy na Uniwersytecie Columbia był także dziekanem Żydowskiego Kolegium Nauczycielskiego, współpracował także z organizacjami takimi jak YIVO i Jad Waszem. Od 1954 roku redagował pierwsze trzy tomy bibliografii Holokaustu, przygotowywanej w ramach wspólnego projektu YIVO i Jad Waszem. Zajmował się także badaniem działalności Judenratów oraz żydowskiego ruchu oporu.
23 października 2023 roku jego imię otrzymało Centrum Badań Żydowskich Uniwersytetu Łódzkiego.

## Wybrane publikacje
- 1945: Zagłada Żydów lwowskich[13]
- 1935: Dzieje Żydów w Łodzi od początków osadnictwa Żydów do r. 1863: stosunki ludnościowe: życie gospodarcze: stosunki społeczne
- 1934: Ludność żydowska Łodzi do roku 1863 w świetle liczb
- 1929: Die galizischen Juden im Kampfe um ihre Gleichberechtigung (1848-1868)